# Citania de Santa Luzia

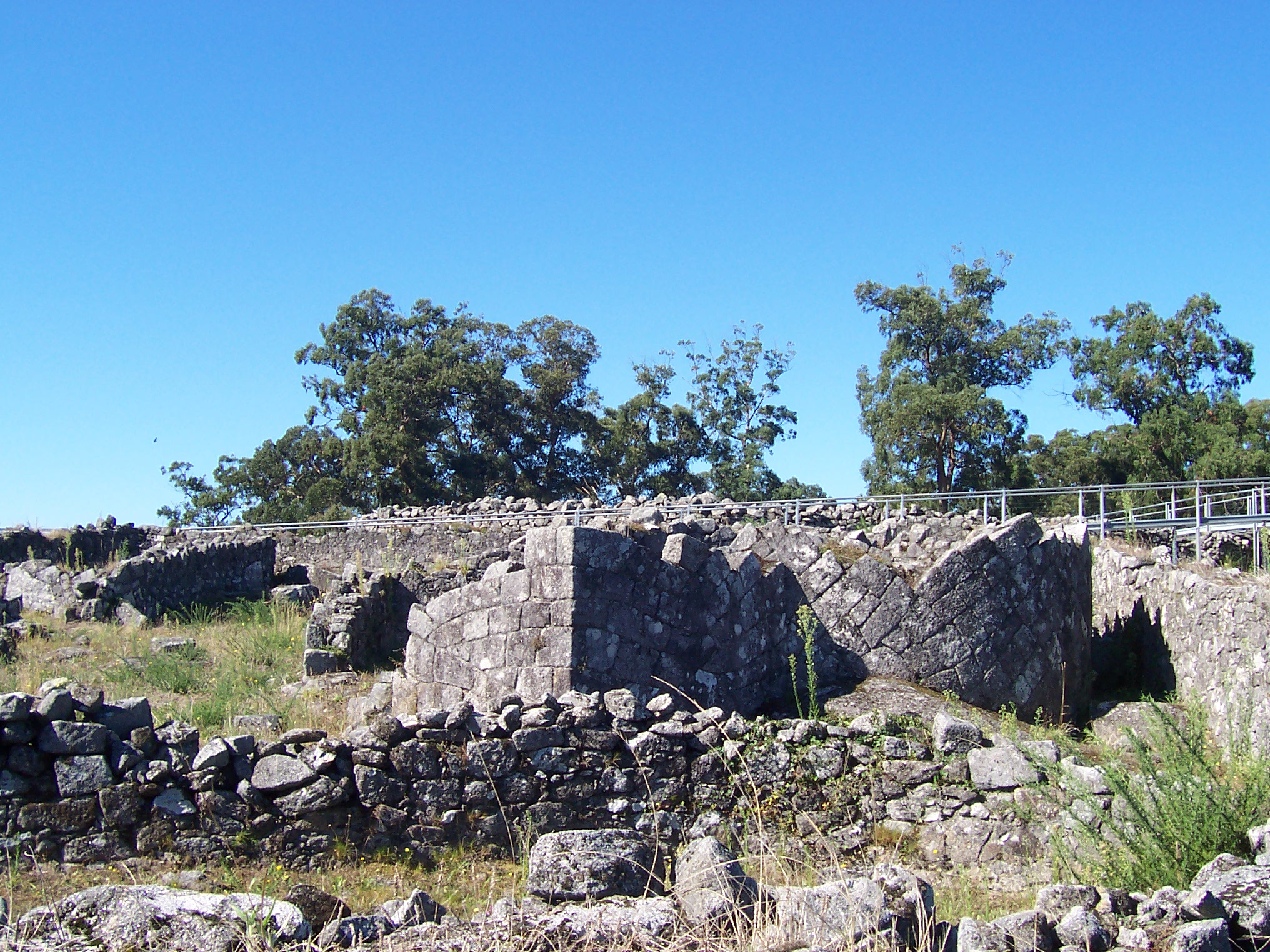

La citania o castre de Santa Luzia és un jaciment arqueològic portugués, situat al costat de la ciutat de Viana do Castelo, a la zona nord de Portugal, i emplaçat sobre la muntanya de Santa Luzia, que alberga així mateix el santuari de Santa Luzia. Constitueix un notable exemple de poblat fortificat del nord-oest peninsular.

## Descripció
La citania de Santa Luzia és un poblat fortificat de tipus protourbà, habitat ininterrompudament entre l'edat del ferro i la romanització. Amb una posició estratègica privilegiada, permetia dominar l'estuari i la desembocadura del riu Limia i, alhora, la costa de l'Atlàntic. Les ruïnes, conegudes també com a "ciutat vella de Santa Luzia" (en portugués, cidade velha de Santa Luzia), es coneixen almenys des del s. XVII. Les primeres excavacions daten de 1876, però el conjunt arqueològic actualment visible es deu als treballs realitzats el 1902 per Albano Belino. De l'àrea del castre es conserva solament una tercera part de la superfície originària, i n'ha desaparegut la resta com a resultat de la construcció del contigu hotel de Santa Luzia i de les carreteres d'accés.
Les cases es troben agrupades en barris o illes, delimitades per murs i camins de circulació definits, alguns d'enllosats. Les construccions són de planta circular o rectangular, orientades cap al sud-oest-sud-est, segons la inclinació del terreny. Les cases en general tenen sòl natural. Es detecten xemeneies en algunes d'elles i fins forns de pa en alguns llocs. Igual que en altres poblats fortificats de l'edat del ferro com Citania de Briteiros o la Cividade de Âncora, l'element defensiu hi té gran importància. Santa Luzia incloïa tres línies de muralles amb camí de ronda, torrasses i dos fossats per defensar la població. Actualment es conserva únicament una part de la muralla interior, un tram de 80 m al costat nord. La distribució del poblat assenyala una intensa implantació tant d'activitats agropecuàries com d'explotació de recursos marítims i fluvials.
Igual que ocorre en molts altres castres de la mateixa àrea geogràfica, a Santa Luzia hi ha vestigis de presència romana, principalment en l'estructura d'alguns habitatges de planta rectangular, el sorgiment de nous barris i el traçat de carrers perpendiculars que establien una nova ordenació espacial del poblat. S'hi han trobat també objectes de ceràmica i orfebreria, així com una moneda d'argent amb l'efígie de l'emperador August, que testimonien la influència romana en l'última etapa d'activitat del castre.